# Liste der Einträge in das National Register of Historic Places im Valencia County
Diese Liste der Einträge im National Register of Historic Places im Valencia County enthält alle im Valencia County, New Mexico in das National Register of Historic Places eingetragenen Gebäude, Bauwerke, Objekte, Stätten oder historischen Distrikte.
Diese Liste entspricht dem Bearbeitungsstand des National Park Service/National Register of Historic Places vom 25. Oktober 2024.

## Legende
| NRHP | Historic Place             |
| HD   | National Historic District |

## Aktuelle Einträge
| [ 2 ] | Name                                          | Bild                                          | Eintragsdatum                  | Lage | Ort       | Beschreibung |
| ----- | --------------------------------------------- | --------------------------------------------- | ------------------------------ | --- | --------- | ------------ |
| 1     | Atchison, Topeka, and Santa Fe Railroad Depot | Atchison, Topeka, and Santa Fe Railroad Depot | 1. Aug. 1979 ID-Nr. 79001562   | New Mexico State Road 314 34° 47′ 42,1″ N, 106° 44′ 20,2″ W                                                   | Los Lunas |              |
| 2     | Miguel E. Baca House                          | Miguel E. Baca House                          | 11. Dez. 1978 ID-Nr. 78001835  | New Mexico State Road 47 34° 42′ 42″ N, 106° 43′ 49″ W                                                        | Adelino   |              |
| 3     | Belen City Hall                               | weitere Bilder                                | 29. Apr. 2019 ID-Nr. 100003676 | 503 Becker Avenue 34° 39′ 37,1″ N, 106° 46′ 24,2″ W                                                           | Belen     |              |
| 4     | Belen Hotel                                   | Belen Hotel                                   | 12. Nov. 1980 ID-Nr. 80002574  | 200 Becker Avenue 34° 39′ 36″ N, 106° 46′ 8″ W                                                                | Belen     |              |
| 5     | Felipe Chaves House                           | Felipe Chaves House                           | 4. Juli 1980 ID-Nr. 80002575   | 325 Lala Street 34° 39′ 44″ N, 106° 46′ 38″ W                                                                 | Belen     |              |
| 6     | El Cerro Tome Site                            | El Cerro Tome Site                            | 9. Juli 1996 ID-Nr. 96000739   | östlich der Straßenkreuzung der New Mexico State Road 47 mit der Tome Hill Road 34° 45′ 20″ N, 106° 42′ 19″ W | Tome      |              |
| 7     | Belen Harvey House                            | weitere Bilder                                | 28. Okt. 1983 ID-Nr. 83004180  | 104 N. 1st Street 34° 39′ 36″ N, 106° 46′ 2″ W                                                                | Belen     |              |
| 8     | Los Ojuelos (The Springs)                     |                                               | 10. Dez. 1987 ID-Nr. 87002080  | Adresse nicht veröffentlicht                                                                                  | Tome      |              |
| 9     | Tranquilino Luna House                        |                                               | 16. Apr. 1975 ID-Nr. 75001175  | südwestlich von Los Lunas, an der U.S. Route 85 und der New Mexico State Road 6 34° 48′ 26″ N, 106° 44′ 8″ W  | Los Lunas |              |
| 10    | Otero’s 66 Service                            | Otero’s 66 Service                            | 13. Feb. 2003 ID-Nr. 03000051  | 100 W. Main Street 34° 48′ 25,8″ N, 106° 44′ 3,1″ W                                                           | Los Lunas |              |
| 11    | Tome Jail                                     | weitere Bilder                                | 5. Okt. 1977 ID-Nr. 77000932   | Tome Plaza 34° 44′ 26″ N, 106° 43′ 49″ W                                                                      | Tome      |              |
| 12    | Dr. William Frederick Wittwer House           |                                               | 27. Feb. 1987 ID-Nr. 87000131  | New Mexico State Road 6, westlich der U.S. Route 85 34° 48′ 29″ N, 106° 44′ 9″ W                              | Los Lunas |              |